# Manuel de Sarratea
Manuel Mariano Hipólito de Sarratea y Altolaguirre (Buenos Aires, Virreinato del Perú; 11 de agosto de 1774 - Limoges, Francia; 21 de septiembre de 1849) fue un diplomático, político y militar argentino.

## El Primer Triunvirato

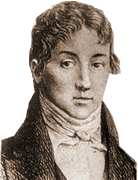
Manuel de Sarratea.

Nació el 11 de agosto de 1774 en la ciudad de Buenos Aires, hijo de Martín Simón de Sarratea e Idígoras, nativo de Oñate, Guipúzcoa, y Tomasa de Altolaguirre y Pando Patiño.
Fue educado en Madrid. Regresó al país con el fin de intervenir en una misión diplomática. Participó de la Revolución de Mayo de 1810 y por consejo del Dr. Belgrano fue embajador ante Lord Strangford en Río de Janeiro, donde tuvo poco éxito. Al ser disuelta la Primera Junta, formó parte del gobierno que la sucedió, el llamado Primer Triunvirato. Entre las medidas de este se contó un tratado con el virrey Francisco Javier de Elío, por el que se le cedía la Banda Oriental a este.
En 1812, después del cambio de autoridades en Montevideo, el tratado se rompió y se reinició la guerra contra los realistas de esa ciudad. La mayor parte de los orientales habían abandonado el territorio, siguiendo a su caudillo, José Artigas. Sarratea se hizo cargo del ejército en la Banda Oriental, considerando que su principal misión era quitarle las tropas a Artigas. Lo intentó por las buenas y luego por el soborno; como no tuvo éxito, declaró traidor a Artigas. Pero esta medida fue rechazada por el resto del Triunvirato.
Mientras tanto, el Triunvirato fue dominado por su ministro Bernardino Rivadavia, hasta su caída en octubre de 1812. A pesar de no ser ya parte del gobierno, Sarratea siguió a cargo del ejército hasta principios del año siguiente, en que fue reemplazado por José Rondeau. Sólo cuando el ex triunviro se fue, Artigas y sus hombres se incorporaron al sitio de Montevideo.
Permaneció inactivo durante más de dos años, hasta que el Director Gervasio Posadas lo envió en misión diplomática a Madrid y Londres. Al llegar a España ofreció al rey la sumisión de las Provincias Unidas del Río de la Plata a la Corona española bajo una cierta autonomía. Pero fue tratado como representante de un grupo de rebeldes, y tuvo que huir hacia Inglaterra. En Londres hizo amistad con Vicente Pazos Kanki y  Luis Lopez Mendez  y se encontró con dos embajadores, Belgrano y Rivadavia, a quienes convenció de una idea: coronar como rey del Río de la Plata a un hermano de Fernando VII, Francisco de Paula de Borbón, con el aval de su padre, Carlos IV. Las negociaciones llegaron bastante lejos, e incluso redactaron un proyecto de constitución monárquica; como el mismo príncipe se negó, planearon secuestrarlo para coronarlo en Buenos Aires.

## Gobernador de Buenos Aires
Regresó al Río de la Plata a mediados de 1816 y fue ministro de Gobierno y Relaciones Exteriores del Directorio, a cargo de Juan Martín de Pueyrredón. Renunció por motivos de salud, y enseguida entró en contacto con la oposición federal porteña, terminando desterrado en Montevideo por orden del mismo Director.
Después de la batalla de Cepeda se unió al ejército federal dirigido por Estanislao López y Francisco Ramírez. Estos lo enviaron como representante suyo ante el Cabildo de Buenos Aires, al que convenció de nombrarlo gobernador. Asumió el 18 de febrero de 1820. Enseguida firmó con los jefes federales el Tratado del Pilar, por el que la provincia se reconocía como igual a las demás Provincias Unidas.
Entre las cláusulas secretas del Tratado se comprometió a entregar un importante armamento a los caudillos vencedores. Cuando los militares se enteraron de que se las estaba entregando, se levantaron en su contra y lo depusieron el 6 de marzo, nombrando en su lugar al general Juan Ramón Balcarce. Pero este se sostuvo en el poder menos de una semana, porque el general Ramírez amenazó con atacar la ciudad si no se cumplía con toda la entrega acordada.
Asumió su gobierno nuevamente el 11 de marzo, y le cedió también a Ramírez algunas unidades militares, al mando del coronel Lucio Norberto Mansilla. No logró contener el permanente estado de anarquía en que se debatía la provincia ni volver a la obediencia a los militares, por lo que renunció en mayo.
Se unió al ejército de Ramírez en su campaña contra Artigas, y la derrota de este fue tal vez su mayor éxito personal. También participó en los preparativos de la guerra del caudillo entrerriano contra Buenos Aires, Santa Fe y Córdoba, que terminó en un desastre. Por un tiempo estuvo alejado de la política.
El 29 de julio de 1821 se reunieron en la casa de Manuel de Sarratea, los antiguos amigos del General Manuel Belgrano para realizar un banquete en honor al prócer, fallecido un año antes.  Se convocaron unas ochenta personas y el acto fue abierto con un brindis de Bernardino Rivadavia. En la velada se propuso que una calle y un pueblo llevaran el nombre de Belgrano. Eso se concretaría después de la caída de Rosas con la expropiación de sus tierras en el actual barrio de Belgrano de la ciudad de Buenos Aires.

## Misiones diplomáticas
El 31 de agosto de 1825, Juan Gregorio de Las Heras nombra a Sarratea como «Encargado de Negocios de las Provincias Unidas del Río de la Plata cerca de S. M. B.».
El presidente Rivadavia lo envió en 1826 a desempeñar distintas misiones diplomáticas a Inglaterra. En Londres, apoyó la política inglesa de apoyar la separación de la Banda Oriental de las demás provincias argentinas, cosa que se logró a mediados de 1828. El gobernador Manuel Dorrego lo mantuvo en su puesto, y Juan Manuel de Rosas lo nombró su embajador en Río de Janeiro y Francia. Falleció el 21 de septiembre de 1849 en Limoges.
Uno de sus hermanos, Juan Crisóstomo José de Sarratea, fue un influyente comerciante de la época que contribuyó desde su actividad a las campañas del Ejército de los Andes.